# إد ديفيس
إد ديفيس (بالإنجليزية: Ed Davis) هو سياسي أمريكي، ولد في 31 أغسطس 1890 في كوريدون في الولايات المتحدة، وتوفي في 26 نوفمبر 1956 في واشنطن في الولايات المتحدة. حزبياً، نشط في الحزب الجمهوري. وقد انتخب عضو مجلس نواب واشنطن.